# Claes Fredrik Lundman
Claes Fredrik Lundman, född 16 oktober 1762 i Stockholm, död 22 mars 1842 i Linköpings församling, Östergötlands län, var en svensk riksdagsledamot.

## Biografi
Claes Fredrik Lundman föddes 1762 i Stockholm. Han var rådman i Linköpings stad. Lundman var riksdagsledamot för borgarståndet i Linköping vid riksdagen 1823 och riksdagen 1828–1830. Han avled 1842 i Linköping.